# Андра Гуці
Андра Гуці (рум. Andra Guți; нар. 31 липня 1999) — румунська актриса театру і кіно.

## Фільмографія
- Аліса Т. (2018)